# Peccary Hills
Die Peccary Hills sind eine Hügellandschaft aus verkarsteten Kalkstein-Hügeln im Belize District von Belize. Die Hügellandschaft umfasst eine Fläche von ca. 100 km² im Küstenland, im Osten von Belize. Die meisten Hügel sind nicht höher als 100 m. Der höchste erreicht 128 m. Das Gebiet rund um die Northern Lagoon steht seit 2007 als Peccary-Hills-Nationalpark unter Naturschutz. Die Peccary Hills sind nach den Pekari-Schweinen benannt.

## Geografie
Die Hügel liegen am Rande der Küstenebene von Belize. Nach Osten schließt sich die Northern Lagoon an.
Das Wasser aus dem Gebiet fließt im Westen und Norden durch den Runaway Creek und den Sibun River ab, im Osten entwässert das Gebiet über den Currasow-Freshwater Creek und andere kleinere Bäche zur Northern Lagoon und im Süden über kleine Bäche und den Cornhouse Creek zur Western/Southern Lagoon.

## Geologie
Die Hügel bestehen aus Kalkstein aus der Campur-Formation. Das Gestein hat sich im Zeitalter der Kreide in einem flachen Meer gebildet. Später entstand durch Korrosion sogenannter „Turmkarst“ (Zuckerhutkarst). Die Niederungen zwischen den Inselbergen sind teilweise durch Küstensedimente verfüllt.
Es gibt zahlreiche Höhlen, Dolinen und unterirdische Wasserläufe.